# Kommuner i Baskien

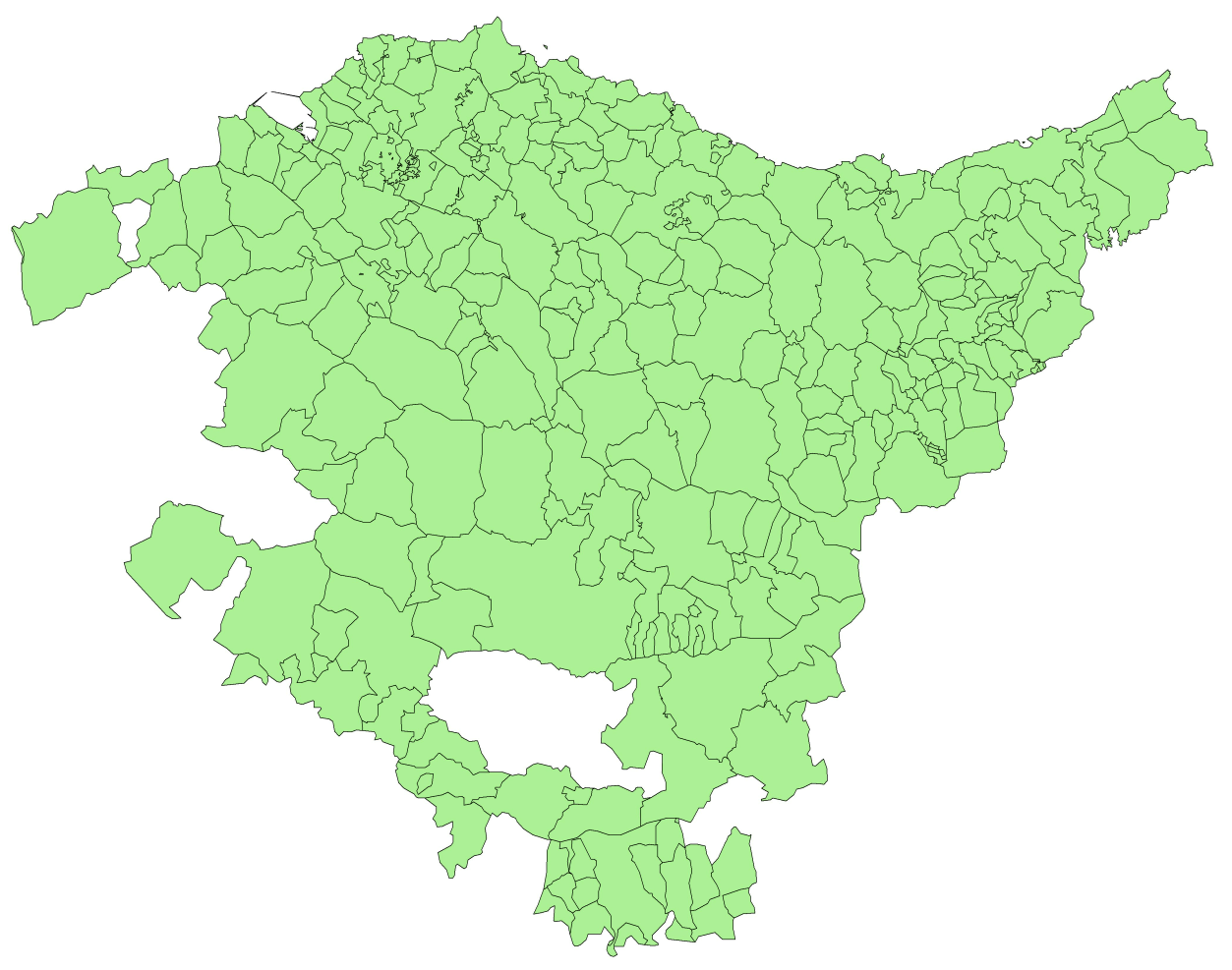
Karta över kommuner i Baskien (Spanien). 2003.

Kommunerna i Baskien fördelar sig på tre provinser:
- Kommuner i Álavaprovinsen (52 kommuner)
- Kommuner i Guipúzcoaprovinsen (88 kommuner)
- Kommuner i Vizcayaprovinsen (112 kommuner)